# Halina Rubinsztein-Dunlop
Halina Rubinsztein-Dunlop (ur. 1950) – profesor fizyki na uniwersytecie w Queensland, odznaczona Orderem Australii. Prowadziła pionierskie badania w dziedzinie optyki atomowej, mikro-manipulacji laserowej za pomocą szczypców optycznych, spektroskopii laserowej, biofizyki i fizyki kwantowej. 

## Życiorys
Halina Rubinsztein (później Rubinsztein-Dunlop) urodziła się w 1950 roku w Polsce. Jest córką Leona Rubinsteina i Anny Merkler. W marcu 1968 roku była studentką na wydziale fizyki Uniwersytetu Warszawskiego. Wyemigrowała do Szwecji gdzie ukończyła studia licencjackie i doktoranckie na Uniwersytecie w Göteborgu. Do poznawania zjawisk fizycznych była zachęcana przez matkę, również fizyka. W wywiadzie dla SPIE przyznaje, że matka: „nauczyła mnie wytrwałości, dociekliwości i chęci zrozumienia, a także - i myślę, że to było ważne - pokazała mi, że kobiety mogą zrobić wszystko. To było zaraźliwe”. W 1989 roku wkrótce po ślubie z Gordonem Dunlopem przeprowadziła się do Australii. Ma syna Sebastiana  Rubinsztein-Dunlop.  

## Kariera
Rubinsztein-Dunlop w 1978 roku obroniła doktorat na Uniwersytecie w Göteborgu zatytułowany Badania rezonansu magnetycznego wiązki atomowej elementów ogniotrwałych i metastabilnych stanów ołowiu.  Po przeprowadzce do Australii zaczęła pracę na Wydziale Fizyki na Uniwersytecie of Queensland, gdzie utworzyła grupę badawczą zajmującą się fizyką laserową. W 1995 roku pomogła stworzyć program Science in Action, który był w wykorzystywany szkołach
W 2002 roku była pierwszą kobietą w Australii, która otrzymała nominację na profesora fizyki. W latach 2006–2013 pełniła funkcję kierownika wydziału fizyki, a także kierownika Szkoły Matematyki i Fizyki na Uniwersytecie Queensland. Pełniła funkcję dyrektora Quantum Science Laboratory i prowadziła jeden z programów naukowych Australian Research Council.  W 2016 roku Rubinsztein-Dunlop została członkiem Australijskiej Akademii Nauk. W 2018 roku została odznaczona Orderem Australii za „wybitną służbę dla fizyki laserowej i nano-optyki jako badacz, mentor i naukowiec, promocję programów edukacyjnych i kobiet w nauce". 
W 2018 roku w ramach międzynarodowej konferencji naukowej SPIE zaplanowano specjalną sesję dla uhonorowania Haliny Rubinsztein-Dunlop.  
W 2018 roku Muzeum Australijskie przyznało nagrodę Eureka zespołowi z Uniwersytetu Queensland w skład którego weszli: H. Rubinsztein-Dunlop, Ethan Scott i Itia Favre-Bulle za badania sposobu wykrywania grawitacji i ruchu przez nasze mózgi oraz odkrywania, w jaki sposób przenoszone są patogeny bakteryjne między pacjentami z mukowiscydozą.  

## Nagrody
- 2003 została wybrana wykładowcą Australijskiego Instytutu Fizyki w ramach konkursu Women in Physics Lecturer. Wybrany wykładowca musi spełniać następujące warunki: wnieść znaczący wkład w rozwój fizyki oraz umiejętnością atrakcyjnego prezentowania zagadnień z zakresu fizyki także dla osób nie związanych z fizyką[18].
- Członek SPIE, międzynarodowego stowarzyszenia zrzeszającego naukowców zajmujących się optyką i fotoniką[19]
- Członek Australian Optical Society od 1994 roku, w latach 1998-2000 pełniła funkcję prezydenta AOS[20]
- 2016 zostaje członkiem Australian Academy of Science(Australijska Akademia Nauk)[21]
- 2018 otrzymała Order Australii[15][1]
- Nagroda Eureka UNSW 2018[17][22]
- 2019 została zaproszona do wygłoszenia wykładu w ramach sesji organizowanej przez Niemieckie Towarzystwo Fizyczne (DPG) i Austriackie Towarzystwo Fizyczne (ÖPG) dla uczczenia Lise Meitner „Sculpted light in nano- and microsystems”[23]